# Qəribli (Ağdaş)
Qəribli è un comune dell'Azerbaigian situato nel distretto di Ağdaş. Conta una popolazione di 969 abitanti.